# Dead Heart in a Dead World
Dead Heart in a Dead World är det fjärde studioalbumet av det amerikanska progressiv metal-bandet Nevermore, utgivet 17 oktober 2000 av skivbolaget Century Media Records. Det producerades av Andy Sneap.

## Låtlista
1. "Narcosynthesis" – 5:31
2. "We Disintegrate" – 5:11
3. "Inside Four Walls" – 4:39
4. "Evolution 169" – 5:51
5. "The River Dragon Has Come" – 5:05
6. "The Heart Collector" – 5:55
7. "Engines of Hate" – 4:42
8. "The Sound of Silence" – 5:13
9. "Insignificant" – 4:56
10. "Believe in Nothing" – 4:21
11. "Dead Heart in a Dead World" – 5:06

## Medverkande
Nevermore
- Warrel Dane – sång
- Jeff Loomis – gitarr
- Jim Sheppard – basgitarr
- Van Williams – trummor

Produktion
- Andy Sneap – producent, ljudtekniker, ljudmix, mastering
- Bobby Torres, Justin Leeah – ljudtekniker
- Travis Smith – omslagsdesign, omslagskonst
- Karen Mason-Blair – foto